# Kanton Bourbon-Lancy
Bourbon-Lancy is een voormalig kanton van het Franse departement Saône-et-Loire. Het kanton maakt deel uit van het arrondissement Charolles. Het werd opgeheven bij decreet van 18 februari 2014, met uitwerking op 22 maart 2015, en in zijn geheel toegevoegd aan het kanton Digoin.

## Gemeenten
Het kanton Bourbon-Lancy omvatte de volgende gemeenten:
- Bourbon-Lancy (hoofdplaats)
- Chalmoux
- Cronat
- Gilly-sur-Loire
- Lesme
- Maltat
- Mont
- Perrigny-sur-Loire
- Saint-Aubin-sur-Loire
- Vitry-sur-Loire